# Sant’Agostino
Sant’Agostino – miejscowość i gmina we Włoszech, w regionie Emilia-Romania, w prowincji Ferrara.
Według danych na rok 2004 gminę zamieszkiwało 6139 osób, 175,4 os./km².
1 stycznia 2017 gmina została zlikwidowana.